# Silene qiyunshanensis
Silene qiyunshanensis là loài thực vật có hoa thuộc họ Cẩm chướng. Loài này được X.H. Guo & X.L. Liu miêu tả khoa học đầu tiên năm 1991.